# Calouste Gulbenkian

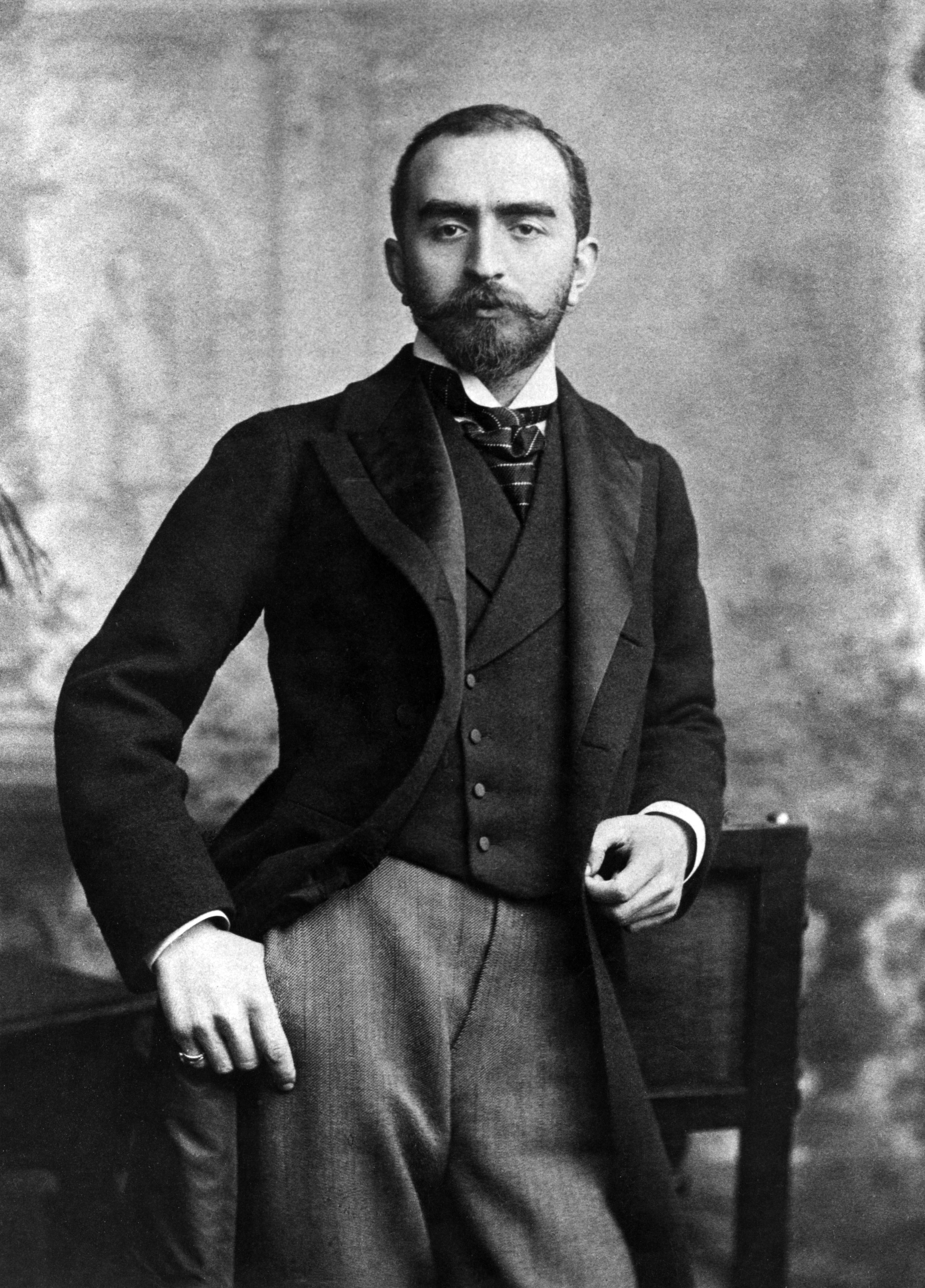
Calouste Gulbenkian

Calouste Sarkis Gulbenkian [kæˈluːst ˈsɑːkɪz ɡʊlˈbɛŋkɪən] (armenisch Գալուստ Կիւլպէնկեան, * 23. März 1869 in Scutari (Konstantinopel); † 20. Juli 1955 in Lissabon) war ein vermögender armenischer Ingenieur, Erdölhändler, Geschäftsmann, Finanzexperte, Philanthrop und Kunstsammler, der in Istanbul, London, Paris und Lissabon lebte und tätig war.
Gulbenkian gilt als Pionier der Ölprospektion im Nahen Osten und ist als Gründer der in Lissabon ansässigen Stiftung Fundação Calouste Gulbenkian bekannt, die das im Jahr 1969 eröffnete Museum Museu Calouste Gulbenkian verwaltet.

## Abstammung
Calouste Gulbenkian wurde als Sohn von Sarkis und Dirouhie Gulbenkian in Scutari, heute Üsküdar in Istanbul, geboren. Sein Vater war Schatullverwalter des Sultans und ein wohlhabender armenischer Petroleumhändler. Beide Elternteile gehörten berühmten armenischen Familien an, deren Ursprünge sich bis in das 4. Jahrhundert zurückverfolgen lassen. Seine Vorfahren waren die Prinzen von Rschduni, die Grundbesitz um den Vansee (Türkei) besaßen. Im 11. Jahrhundert, während der Herrschaft des Königs Seneqerim Johannes von Vaspurakan, etablierten sich die Rschduni in Caesarea (Kayseri), und nahmen den Namen Vart Badrik an, ein byzantinischer Adelstitel. Der Familie Gulbenkian gelang gemäß Chatschig Levonian nach der Etablierung der Osmanen der Erhalt ihrer kappadokischen Güter; sie erhielten den Titel Beg oder Bey und fügten den armenisierenden Zusatz ian hinzu. So wurde aus Vartbekian über die Jahre Gulbenkian. Arschak Alboyadjian bekräftigte ebenfalls die Herkunft von den Rschduni. Er vermutet die Ankunft der Familie Gulbenkian aus Persien nach dem Ende der instabilen Verhältnisse der persisch-osmanischen Kriege im Jahre 1725. Für diese Zeit ist eine ganze Reihe persisch-armenischer Familien (Baliozian, Kubesserian) in Kayseri und der Sommerfrische von Talas (Kayseri) verbürgt. Die Gulbenkians betätigten sich als Wohltäter in Jerusalem und in ihrer näheren Umgebung. Sie finanzierten unter anderem den Bau der Surp-Asdvadzadzin-Kirche von Talas (heute eine Moschee), der Vart-Badrikian-Schule für Knaben sowie eine Mädchenschule in Talas. Nach dem Krimkrieg zog die Familie nach Smyrna und später nach Konstantinopel.

## Leben
Calouste Gulbenkian wuchs in Istanbul auf, erhielt seine schulische Ausbildung in Marseille, wo er seit 1883 seine Französischkenntnisse vertiefte, und am King’s College London, welches er 1887 mit einem Ingenieurs-Diplom mit Auszeichnung abschloss. Anschließend kehrte er nach Istanbul zurück und arbeitete in der väterlichen Firma.
1891, im Alter von 22 Jahren, bereiste er Transkaukasien und besuchte die Ölfelder von Baku. Auszüge aus seinem Reisebericht La Transcaucasie et la Péninsule d'Apchéron – Souvenirs de Voyage druckte die Revue des Deux Mondes unter dem Titel Le pétrole, source d'énergie ab. Die durch diese Publikation auf Gulbenkian aufmerksam gewordene Regierung des osmanischen Reiches beauftragte ihn mit der Abfassung eines umfassenden Berichtes, insbesondere über die Ölfelder in Mesopotamien.
Nachdem am 26. August 1896 armenische Separatisten unter Armen Garo die Ottomanische Bank besetzt hatten, um die osmanische Regierung unter Abdul Hamid zu einer Beendigung der Massaker an der armenischen Bevölkerung Konstantinopels zu zwingen, flüchtete Gulbenkian mit seiner Familie nach Ägypten. Dort lernte er den armenischen Ölmillionär Alexander Mantaschew aus Baku kennen, der ihm in Kairo Kontakte zu einflussreichen Persönlichkeiten verschaffte.
1897 ging er nach London. In den folgenden Jahren stieg er zu einem arrivierten und unumgänglichen Verhandlungspartner der Ölindustrie auf, erwirkte Konzessionen zur Ölförderung und vermochte sein Vermögen unaufhaltsam zu vermehren. 1902 nahm er die britische Staatsbürgerschaft an.
Um 1903/04 trat Gulbenkian bei den Verhandlungen zwischen Marcus Samuel (The Shell Transport and Trading Company p.l.c., London) und Henri Deterding (N.V. Koninklijke Nederlandse Petroleum Maatschappij, Den Haag) als Vermittler und abermaliger Vertreter russischer Interessen auf, und im Jahr 1910, nach der Revolution der Jungtürken (1908), als Berater der neugegründeten Türkischen Nationalbank. Er war die treibende Kraft bei der Gründung der Turkish Petroleum Company (1912/14, kurz TPC) – der späteren Iraq Petroleum Company (1929, kurz IPC) – an der er neben zwei englischen Aktionären und der Deutschen Bank (mit je 23,7 % Beteiligung) einen Anteil von 5 % hielt. Da er diesen Fünf-Prozent-Anteil in allen Geschäften anstrebte und diese als Vermittler der Interessen internationaler Ölkonzerne später auch an den Gesellschaften Exxon, BP und Shell durchsetzte, bekam er den Spitznamen Mister Five Percent.
In den Jahren von 1915 bis 1942 lebte der Ölexperte in Paris, wo er unter anderem die Gründung des Comité Général du Pétrol anregte und dessen ersten Vorsitzenden Henri Bérenger unterstützte. Er setzte für die französische Regierung durch, dass Frankreich in der Konferenz von Sanremo (1920) für seine Kriegsaufwendungen mit dem Anteil der Deutschen Bank an der von ihm mitbegründeten, vornehmlich in britischer Hand befindlichen Turkish Petroleum Company entschädigt wurde. Nachdem die Briten 1920 aus den Resten des ehemaligen Osmanischen Reiches einige Provinzen (Mossul, Bagdad und Basra) zu dem Königreich zusammenfassten, das seither als Irak bekannt ist, spielte Gulbenkian eine bedeutende Rolle in der Hebung der in diesem Land liegenden Ölschätze durch die inzwischen in Iraq Petroleum Company umbenannte Gesellschaft.
Von 1930 bis 1932 war Gulbenkian Vorsitzender der Armenischen Allgemeinen Wohltätigkeitsunion.
Daneben war Gulbenkian ein großer Liebhaber der bildenden Kunst. Dank seines Vermögens konnte er eine unschätzbare Sammlung von Gemälden, Skulpturen und kostbaren kunsthandwerklichen Meisterstücken zusammentragen.
Aus dem von den Deutschen besetzten Paris gelang dem britischen Staatsangehörigen 1942 die Ausreise – unter Mitführung seiner Kunstsammlung – in das neutrale Portugal, wo er sich bis zu seinem Lebensende hauptsächlich aufhielt. Er wohnte im Hotel Aviz in Lissabon und widmete sich seiner Sammlung und der Gründung einer Stiftung, die heute von seinem Enkel verwaltet wird.
Im Jahr 1938 hatte Gulbenkian in Panama die Participations and Explorations Corporation, heute Partex, eintragen lassen, die seine Anteile hielt. Seinen in Großbritannien angelegten Besitz beschlagnahmten nach dem Zweiten Weltkrieg die Briten mit der Begründung, er habe während der Besatzung mit der Vichy-Regierung sympathisiert.
Calouste Gulbenkian starb im Jahr 1955 im Alter von 86 Jahren im Hotel Aviz in Lissabon.
Der gläubige und praktizierende Anhänger der Armenisch-Apostolischen Kirche ist Stifter der im Gedenken an seine Eltern in London errichteten Kathedrale St  Sarkis.
Die Lissaboner Avenida Calouste Gulbenkian ist nach ihm benannt.

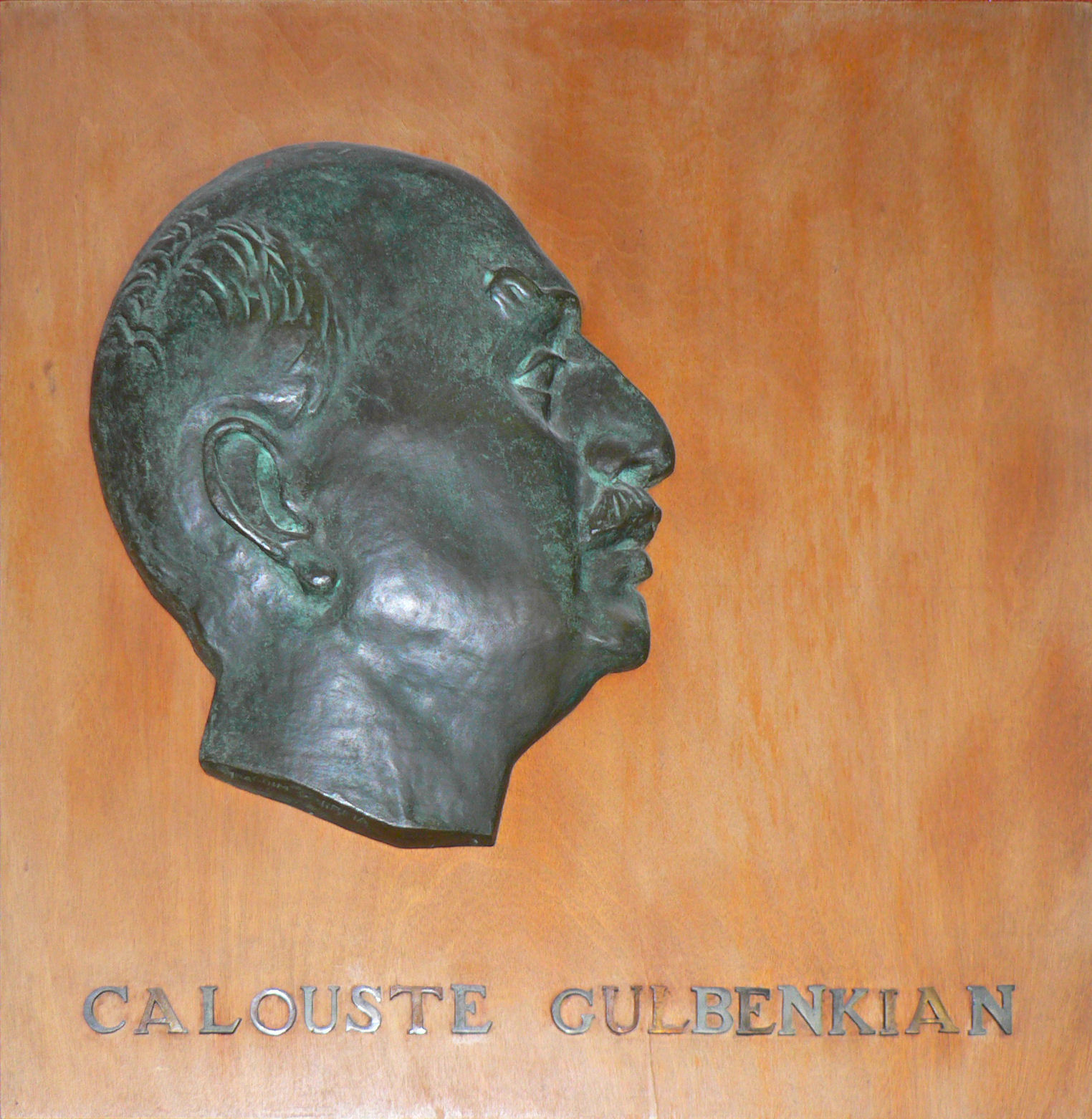
Calouste Gulbenkian

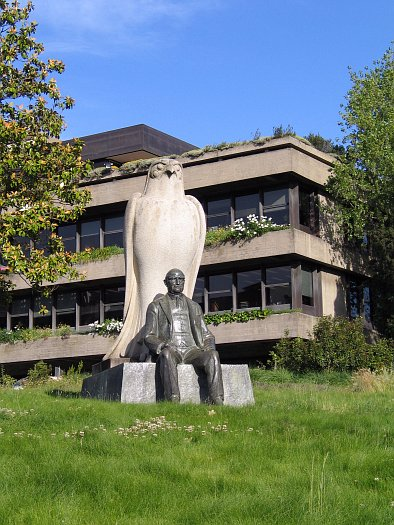
Museu Calouste Gulbenkian

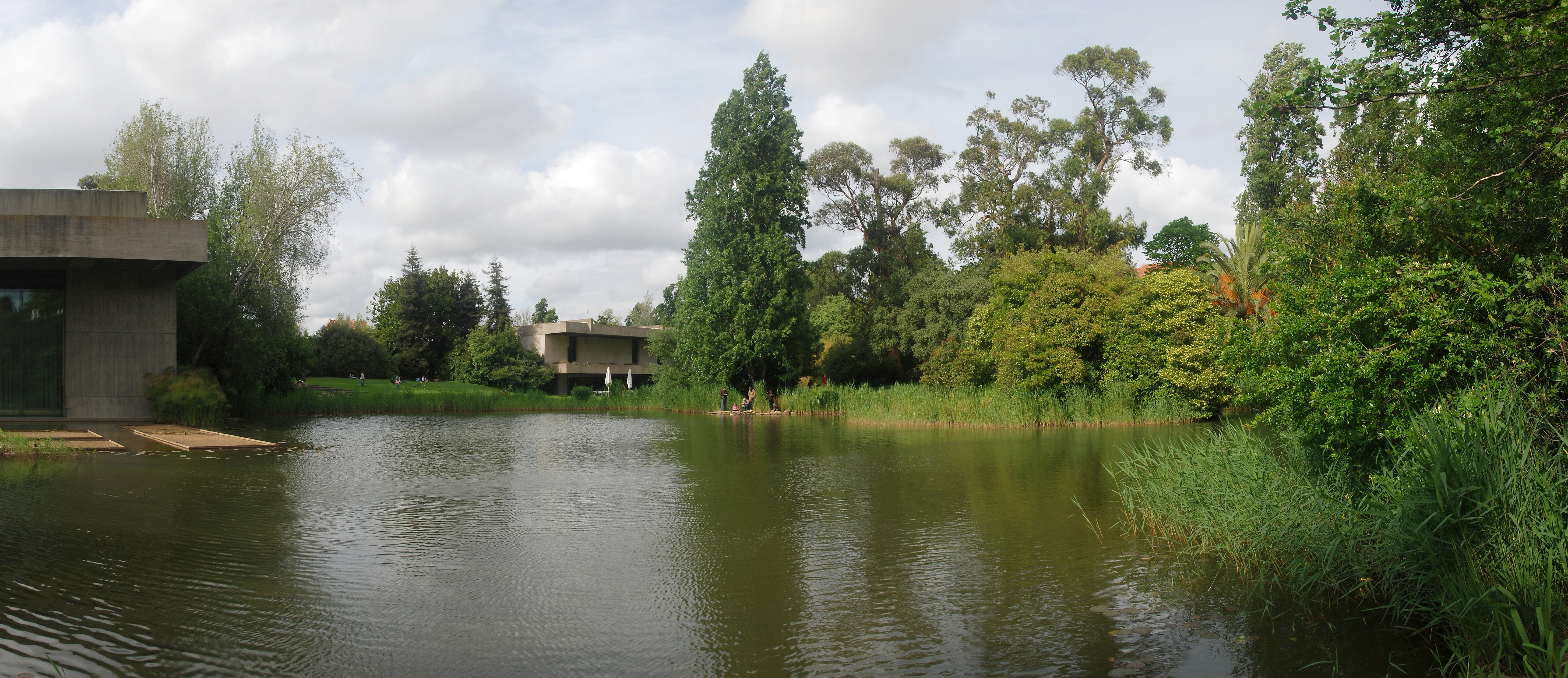
Detail des Parks der Fundação Calouste Gulbenkian, geplant durch den Landschaftsarchitekten Gonçalo Ribeiro Telles

## Stiftung Calouste Gulbenkian
Der größte Teil des sehr beachtlichen, durch die Vermittlung vielseitiger Kontakte, kluge Verhandlungsstrategien und gezielte Investitionen erworbenen Vermögens Gulbenkians floss –, einer testamentarischen Verfügung entsprechend –, in die von ihm gegründete Stiftung Fundação Calouste Gulbenkian, der auch seine Privatsammlung übereignet wurde. Die Stiftung nahm ihre Arbeit mit einem Startkapital von 67 Millionen Dollar auf und hatte bereits 20 Jahre später vor allem dank der Erträge der Ölhandelsholding Partex 433 Millionen Dollar zur Verfügung. Mit den Geldern wurden und werden künstlerische, karitative und wissenschaftliche Projekte, Museen, Musiktheater, Bibliotheken, Forschungsinstitute, Bildungsstätten und diverse Stipendiaten unterstützt.
Die Stiftung finanzierte beispielsweise eine nach Calouste Gulbenkian benannte, international anerkannte Balletttruppe, die jedoch im Juli 2005 aufgelöst wurde.
Auch das 1962 gegründete Orquestra Gulbenkian und der Gulbenkian-Chor gehören – wie der seit 1976 verliehene Gulbenkian-Preis – zu den renommierten Initiativen der Stiftung.
Im Jahr 2018 wurde die Öl-Holding verkauft und der Erlös in nachhaltige Projekte investiert.
Im Jahr 2020 wurde erstmals der Preis für Menschlichkeit vergeben. Mit dem mit einer Million Euro dotierten Preis werden Personen oder Organisationen geehrt, die sich gegen die Klima- und Umweltkrise engagieren.

## Rezeption
Friedrich Dürrenmatts Besuch der alten Dame spielt mit der Figur der zweifelhaften Wohltäterin Claire Zachanassian und ihrer Stiftung auf Gulbenkian an. Der Name Zachanassian entsteht durch Zusammenziehen von Zacharoff, Onassis und Gulbenkian.  Auch Wes Andersons Der phönizische Meisterstreich sowie die Hauptfigur Zsa-Zsa Korda sind in vielerlei Hinsicht von Gulbenkian inspiriert.

## Museu Calouste Gulbenkian
Das im Jahr 1969 in Lissabon eröffnete Museum Museu Calouste Gulbenkian besitzt einen Fundus von 6.000 Werken und gliedert sich in 17 Abteilungen, unter denen jene der Orientalischen Kunst und der Europäischen Kunst vom 11. bis zum 19. Jahrhundert hervorzuheben sind. Es genießt hohe Wertschätzung in internationalen Kunstkreisen. 

## Nachkommen
- Nubar S. Gulbenkian (* 1896 in Armenien; † 1972), in Harrow und Cambridge erzogen, studierte in Bonn, trat ins Ölgeschäft ein, betätigte sich im Zweiten Weltkrieg als Geheimagent, lebte dann als einer der reichsten Männer der Welt in London
- Rita-Sirvart Gulbenkian (* 1900) ⚭ 1920 Kevork Essayan (* 11. Mai 1897 in Istanbul; † 1. April 1987 in Paris)
  - Mikhael Gulbenkian Essayan (* 7. Mai 1927; † 23. Oktober 2012 in London)